# 偶爾也說說昔日吧
《偶爾也說說昔日吧》是日本女歌手加藤登紀子演唱的歌曲。

## 歌曲概要
原先為收錄於加藤登紀子的1987年專輯《MY STORY／》內第二首歌，之後用作1992年日本電影動畫《紅豬》的片尾曲，靈感為加藤登紀子在學生時代對自己未來不安與期待的心情所創作。
在日本上映《紅豬》數天前，與片中另一首同由加藤登紀子翻唱的法國歌謠《櫻桃成熟時》、合併為A面及B面曲目的單曲CD形式重新發行。

## 收錄專輯
- MY STORY/：加藤登紀子的1986年專輯。
- ：加藤登紀子的1992年單曲CD。
- ：動畫《紅豬》的原聲帶。
- ：加藤登紀子的1992年專輯。
- ：加藤登紀子的1996年精選輯。

## 翻唱者
- 新垣勉：收錄於2010年專輯
- Imaginary Flying Machines：收錄於2011年專輯《Princess Ghibli》，死亡金屬音樂版本翻唱。